# Dimos Anafi
Dimos Anafi (Anafi) är en kommun i Grekland.   Den ligger i prefekturen Kykladerna och regionen Sydegeiska öarna, i den sydöstra delen av landet, 260 km sydost om huvudstaden Aten. Antalet invånare är 272. Arean är 40 kvadratkilometer.
Terrängen i Dimos Anafi är kuperad åt nordväst, men åt sydost är den platt.